# Я и моя совесть (фильм)
«Я и моя совесть» («Всю жизнь под маской») (1915) — немой художественный фильм Якова Протазанова. Фильм вышел на экраны 6 октября 1915 года. Фильм не сохранился.

## Сюжет
Фильм рассказывал о том, как роковые страсти приводили к смерти человека, построившего свою карьеру на преступлениях.

## Художественные особенности
В. Вишневский охарактеризовал фильм: «Интересно задуманная психологическая кинодрама с прекрасным актерским исполнением». По мнению С. Гинзбурга, фильм отмечен печатью творческой индивидуальности Протазанова. М. Алейников отнёс фильм к лучшим постановкам Протазанова, поставив в один ряд с фильмами «Анфиса» (1912), «Дьявол», «Мимо жизни» (оба — 1914), «Пиковая дама», «Семейное счастье» (оба — 1916), «Отец Сергий» (1918).